# 米山米鹿
米山 米鹿（よねやま よねしか、1888年（明治21年）7月30日 - 1960年（昭和35年）5月21日）は、大日本帝国陸軍軍人。最終階級は陸軍少将。功四級。

## 経歴
1888年（明治21年）に東京府で生まれた。陸軍士官学校第22期卒業。1937年（昭和12年）8月2日、陸軍歩兵大佐進級と同時に留守第1師団司令部附（東部防衛司令部）となり、1938年（昭和13年）6月に歩兵第70連隊補充隊長（中部防衛司令部・留守第4師団）に就任した。1940年（昭和15年）3月9日に独立混成第2旅団司令部附（駐蒙軍）となり、8月1日に歩兵第170連隊長（南支那方面軍・第104師団・歩兵第107旅団）に就任して日中戦争に出動した。
1941年（昭和16年）6月28日に第52師団司令部附（東部軍）となり、8月25日に陸軍少将進級と同時に第52歩兵団長（東部軍・第52師団）に着任した。1942年（昭和17年）12月に独立混成第22旅団長（第23軍）に転じ、中国戦線に出征。同旅団はのちに第11軍隷下に編入され、桂柳会戦では西江沿岸の第23軍兵站戦の守備に任じ、終戦時は全県に位置した。
1948年（昭和23年）1月31日、公職追放仮指定を受けた。